# Idiolispa striata
Idiolispa striata är en stekelart som beskrevs av Schwarz 1988. Idiolispa striata ingår i släktet Idiolispa och familjen brokparasitsteklar. Arten är reproducerande i Sverige. Inga underarter finns listade i Catalogue of Life.